# مومورو كورودا
مومورو كورودا (باليابانية: 黒田杏子؛ بالكانا: くろだ ももこ) هي كاتِبة وشاعرة يابانية، ولدت في 10 أغسطس 1938 في طوكيو في اليابان.